# Paul Thomas (latinist)

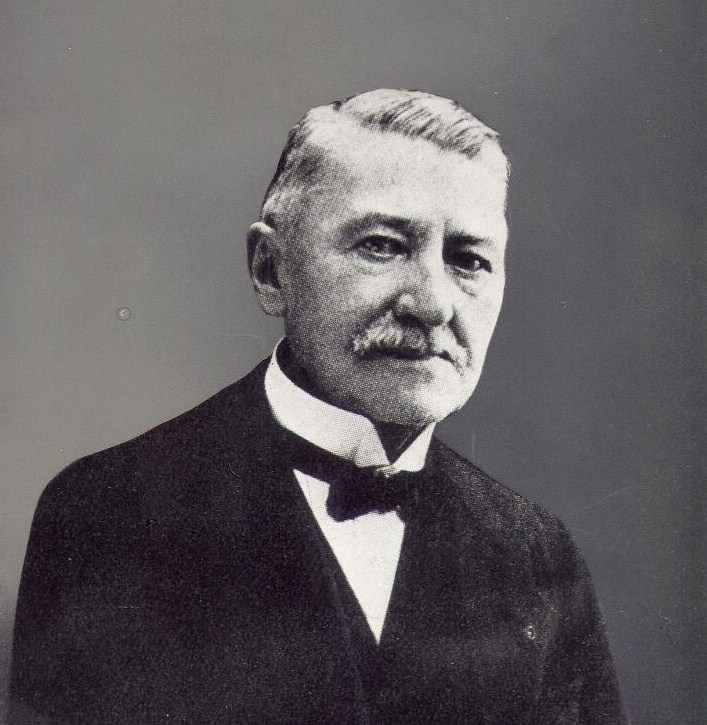
Paul Thomas

Paul Thomas (Bergen, 11 januari 1852 – Etterbeek, 15 maart 1937) was een Belgisch latinist, langdurig hoogleraar aan de universiteit van Gent.
Na zijn middelbare school (Koninklijk Atheneum van Bergen) ging Thomas in 1868 letteren en rechten studeren (dit laatste op aandringen van zijn vader) aan de Vrije Universiteit Brussel. Hij volgde daarna een semester colleges bij Wilhelm Studemund, die van 1872–1885 in Straatsburg hoogleraar was, en hem verder inwijdde in het vak van klassiek filoloog.
Daarna doceerde hij eerst kortstondig te Brussel (1875-1878), de rest van zijn leven was hij verbonden aan de universiteit van Gent (1878-1922), alwaar hij van 1903-1906 rector magnificus was.
Zijn bekendheid heeft er mogelijk onder geleden dat hij veel school-edities publiceerde, die niet altijd even mooi verzorgd waren, Maar Thomas heeft ook tal van filologische artikelen gepubliceerd in wetenschappelijke tijdschriften, die hem een goede reputatie bezorgden; hij werd door de Franse paleograaf Émile Chatelain zelfs de Belgische Madvig genoemd; andere groten uit het vak als Gaston Boissier en Hermann Diels prezen zijn werk. Thomas was in 1908 de eerste Belgische classicus die een editie verzorgde in de Duitse Teubner- serie, en wel van de filosofische werken van Apuleius.
Paul Thomas was commandeur in de Leopoldsorde.

## Publicaties in boekvorm
- 1873: De la parodie dramatique chez les Grecs. Mons. Dissertatie.
- 1877: Sallusti Crispi De bello Jugurthino liber. Mons, 1877.
- 1882: M. Tullii Ciceronis Pro A. Licinio Archia poeta oratio ad judices. Mons, 1882.
- 1884: C. Sallusti Crispi De coniuratione Catilinae liber. Mons, 1884.
- 1887: P. Terenti Afri Hecyra. texte latin publié avec un commentaire explicatif et critique.
- 1888: Lucubrationes Manilianae.
- 1892: Notes et conjectures sur Manilius (aanvulling op bovenstaand werk).
- 1894: La littérature latine jusqu'aux Antonins
- 1896: Sénèque: Morceaux choisis, texte publié avec une introduction, des remarques, etc.
- 1898: M. Tullii Ciceronis Pro T. Annio Milone oratio ad iudices, texte revu et annoté. Dit is een uitgave gebaseerd op een eerder uitgave van dit werk door Auguste Wagener.
- 1899: Moeurs romaines. Extraits d'auteurs latins avec des notices et des notes.
- 1902: Morceaux choisis des prosateurs latins du Moyen Age et des Temps modernes.
- 1908: Apulei Platonici Medaurensis de philosophia libri (Teubner-uitgave).
- 1923: Pétrone : Le dîner chez Trimalchion, traduction, introduction et notes.

- Biblioteca Nacional de España: XX1453016
- Bibliothèque nationale de France: cb11926534d (data)
- Biografisch Portaal: 95752031
- Gemeinsame Normdatei: 119053438
- International Standard Name Identifier: 0000 0001 1478 5142
- Library of Congress Control Number: no2011016028
- Nationale Bibliotheek van Israël: 987007585522905171
- Nederlandse Thesaurus van Auteursnamen: 068520956
- Réseau des bibliothèques de Suisse occidentale: 02-A027632434
- Istituto Centrale per il Catalogo Unico: VEAV480542
- Système universitaire de documentation: 027161641
- Virtual International Authority File: 100162819
- WorldCat: E39PBJrKTbDmb7mQyhTyHgY3wC